# The Stepford Wives (película de 2004)
The Stepford Wives (conocida como Las mujeres perfectas en Hispanoamérica y España) es una película estadounidense de ciencia ficción y comedia negra de 2004 escrita por Paul Rudnick y dirigida por Frank Oz. Está protagonizada por Nicole Kidman, Matthew Broderick, Bette Midler, Glenn Close, Christopher Walken y Faith Hill.
Se trata de una segunda adaptación basada en la novela homónima de Ira Levin y una nueva versión de la película original de 1975 de Bryan Forbes. El argumento sigue a Joanna Eberhart, una ex presentadora que se muda con su esposo y sus dos hijos a Stepford, un tranquilo suburbio en Connecticut solo para descubrir que las esposas están siendo controladas por sus maridos en un esfuerzo de convertirlas en las "mujeres perfectas".
The Stepford Wives recibió críticas generalmente negativas de los críticos y fue un fracaso de taquilla, recaudando $103 millones en todo el mundo con un presupuesto de $90-100 millones.

## Argumento
La exitosa productora ejecutiva de reality shows, Joanna Eberhart, termina repentinamente su carrera cuando un participante desilusionado del último reality show llamado Hank intenta matarla en pleno lanzamiento de nuevas producciones en el canal donde ella trabaja. Después de que Joanna sufre una crisis nerviosa por la pérdida de su trabajo, ella, su esposo Walter Kresby y sus dos hijos se mudan de Manhattan a Stepford, un tranquilo suburbio del condado de Fairfield, Connecticut. Cuando llega la familia, Joanna se hace amiga de la escritora y alcohólica en recuperación Roberta "Bobbie" Markowitz y Roger Bannister, un extravagante arquitecto homosexual que se ha mudado a la ciudad con su marido y socio de muchos años, Jerry, un abogado corporativo.
Un día, en un baile organizado por Claire, el trío ve a Sarah Sunderson bailando violentamente y luego colapsando en el suelo. Después del baile, Joanna discute con Walter sobre el incidente hasta que Walter le informa sin rodeos que sus hijos apenas la conocen, su matrimonio se está desmoronando y su naturaleza dominante hace que la gente quiera matarla. Mientras él intenta salir de su matrimonio, Joanna se disculpa y acepta apaciguarlo tratando de encajar con las otras esposas del pueblo. Al día siguiente, Joanna, Bobbie y Roger van a la casa de Sarah para ver cómo está, donde al entrar, la escuchan arriba, gritando extáticamente durante el sexo con su esposo Herb. Mientras se apresuran a escabullirse, encuentran un control remoto etiquetado con su nombre, que hace que sus senos se agranden y la hace caminar hacia atrás robóticamente mientras lo manipulan sin darse cuenta.
Una noche, Walter y el marido de Bobbie, Dave, van a la Asociación de Hombres con Roger y Jerry, pero Joanna y Bobbie se cuelan en el interior para espiarlos a ellos y a los otros maridos. Allí descubren un salón lleno de retratos familiares, pero Roger los atrapa y les asegura que todo está bien. Al día siguiente, Joanna y Bobbie descubren que la ropa extravagante de Roger, el programa Playbill de Hairspray y los recuerdos de Orlando Bloom y Viggo Mortensen han sido tirados a la basura. Rápidamente, Jerry les dice que se reúnan con él en el ayuntamiento y ven a Roger, aparentemente postulándose para el Senado del Estado de Connecticut con un aspecto insulso y una personalidad conformista, todo por orden de Jerry. Ese día, Joanna quiere irse y Walter está de acuerdo, diciendo que se irán al día siguiente. En la madrugada, Joanna ve un control remoto con su nombre en el por lo que decide investigar lo que ocurre con Stepford. Ella se dirige al estudio de Walter en donde descubre que todas las esposas de Stepford alguna vez fueron mujeres trabajadoras en puestos de alto poder como ella, y de paso ve que el perro robot que le habían obsequiado cuando se mudó al pueblo fue ganador de un concurso de obediencia canina y que también es víctima del experimento.
Al día siguiente, Joanna visita a Bobbie y se da cuenta de que su casa, que antes estaba desordenada, está impecable. Ahora, mimetizada con las demás esposas de Stepford, Bobbie dice que es una persona completamente nueva y que lo más importante es su libro de cocina. Aunque se ofrece a ayudar a Joanna a cambiar, Bobbie no se da cuenta de que su propia mano está en llamas cuando, sin darse cuenta, la apoya sobre una hornilla de la estufa. De inmediato, Joanna huye de la casa de Bobbie para buscar a Walter en la Asociación de Hombres, donde todos los maridos del vecindario la rodean imponentemente. En el encuentro, Walter se lamenta ante Joanna de que siempre se sintió emasculado por ella, y el líder de la Asociación de Hombres, Mike Wellington, explica que insertan nanochips en los cerebros de sus esposas para convertirlas en esposas de Stepford equilibradas y sumisas. Al confrontarlo, Joanna pregunta si las esposas con nanochips realmente hablan en serio cuando les dicen a sus maridos que las aman, a lo que Mike solo responde "disfruten" y conduce a unos reacios Walter y Joanna a la cámara de transformación. La siguiente escena muestra a todos los habitantes de Stepford, incluidos Joanna, Bobbie y Roger, ahora aturdidos comprando en el supermercado vestidos con elegantes atuendos de domingo.
Esa noche, con Joanna y Walter como invitados especiales, Stepford organiza un baile formal. Durante el baile, Joanna distrae a Mike y lo atrae hacia el jardín, mientras Walter se escabulle hacia la sala de transformación donde destruye el software del microchip de programación Stepford a todas las mujeres. Inmediatamente, Roger y todas las esposas (recobrando sus cerebros y sentidos) enfrentan a sus maridos mientras ellos intentan tomar el control, y de paso, Walter y Joanna les revelan que nunca se sometieron al implante del microchip en sus cerebros. Cuando Mike casi ataca a Walter, Joanna lo decapita con un candelabro, exponiéndolo como un robot completamente animatrónico. Rápidamente, la esposa de Mike, Claire, explica que creó a Stepford porque ella también era una mujer amargada y con una mentalidad profesional, y que cuando descubrió el romance del verdadero Mike con su asistente de investigación, los asesinó en un ataque de celos, y que usó sus habilidades como cirujana cerebral para desarrollar el programa Stepford en un esfuerzo por mejorar los matrimonios. Luego, Claire se electrocuta besando la cabeza robótica cortada de Mike matandola inmediatamente.
Seis meses después, en una entrevista con Larry King, Joanna (que ha ganado seis premios Emmy por producir el impactante documental Stepford: The Secret of the Suburbs), Roger (que ha ganado su escaño en el Senado estatal como independiente) y Bobbie (que ha escrito y publicado su primer libro de poesía Wait Until He's Asleep, Then Cut It Off tras recuperarse de su alcoholismo) explican que los maridos de Stepford están bajo arresto domiciliario en el pueblo por sus crímenes y están siendo reentrenados para convertirse en mejores personas. La escena final muestra a los maridos haciendo la compra en el supermercado bajo la estricta supervisión de sus esposas.

## Reparto
- Nicole Kidman como Joanna Eberhart.
- Matthew Broderick como Walter Kresby.
- Bette Midler como Roberta "Bobbie" Markowitz.
- Glenn Close como Claire Wellington.
- Christopher Walken como Michael "Mike" Wellington.
- Roger Bart como Roger Bannister.
- Faith Hill como Sarah Sunderson.
- Jon Lovitz como Dave Markowitz.
- David Marshall Grant como Jerry Harmon.
- Matt Malloy como Herb Sunderson.
- Kate Shindle como Beth Peters.
- Lorri Bagley como Charmaine Van Sant.
- Lisa Lynn Masters como Carol Wainwright.
- Robert Stanton como Ted Van Sant.
- Mike White como Hank.
- Carrie Preston como Barbara.
- KaDee Strickland como Tara.
- Larry King como él mismo
- Meredith Vieira como presentadora de Balance of Power.
- Billy Bush como presentador de I Can Do Better.
- Mary Beth Peil como Helen Devlin.

## Producción
John Cusack y su hermana Joan fueron originalmente elegidos para interpretar a Walter y Bobbie, respectivamente, pero ambos tuvieron que abandonar la película solo unas semanas antes de que comenzara la filmación para estar con su padre Dick, quien se estaba muriendo en su lecho de muerte. Joan había aparecido previamente en otras dos películas escritas por Rudnick, Addams Family Values e In & Out (esta última también dirigida por Frank Oz, por la que fue nominada a un premio de la Academia).
Según se informa, hubo problemas en el set entre Oz y las estrellas Nicole Kidman, Bette Midler, Christopher Walken, Glenn Close y Roger Bart. En una entrevista de 2003, Oz declaró:

"¿Tensión en el set? ¡Absolutamente! En cada película que hago, hay tensión. Ese es el objetivo. Y hacer que la gente trabaje duro, eso es exactamente lo que esperan que haga [...] Bette ha estado bajo mucho estrés últimamente [...] Cometió el error de traer su estrés al set".

La película fue concebida originalmente como una pieza satírica oscura con un final más cercano al final del original, pero los resultados negativos de las proyecciones de prueba hicieron que Paramount encargara numerosas rondas de nuevas filmaciones que alteraron significativamente el tono de la película y le dieron un nuevo final.
En una entrevista de 2005, Matthew Broderick afirmó:

"Hacer esa película no fue divertido. No fue culpa de nadie, pero mi papel no fue especialmente interesante [...] No fue una película emocionante. La odiaría si fuera la última".

En una entrevista de 2007 con Ain't It Cool News, la opinión de Oz sobre la película fue:

"Tenía demasiado dinero y era demasiado responsable y estaba demasiado preocupado por Paramount. Estaba demasiado preocupado por los productores. Y no seguí mis instintos".

La mayor parte de la película se rodó en Darien, New Canaan y Norwalk, Connecticut.

## Recepción

### Crítica
En Rotten Tomatoes, The Stepford Wives tiene un índice de aprobación del 26% basado en 176 reseñas, con una calificación promedio de 4.7/10. El consenso crítico del sitio web dice: "Al intercambiar la sátira escalofriante del original por una comedia sin sentido, este remake se ha convertido en Stepfordizado". En Metacritic, que utiliza un promedio ponderado, le asignó a la película una puntuación de 42 sobre 100, basada en 40 críticos, lo que indica críticas "mixtas o promedio". Las audiencias encuestadas por CinemaScore le dieron a la película una calificación promedio de "C+" en una escala de A+ a F.
Pete Travers de Rolling Stone dijo que las complicaciones en el set de la película "no se pueden comparar con el desorden en la pantalla". Lisa Schwarzbaum de Entertainment Weekly dijo: "La nueva versión está, de hecho, varada en un pantano de campamento, intrascendente". A. O. Scott de The New York Times dijo: "La película nunca está a la altura de su potencial satírico, colapsando al final en la incoherencia y el sentimentalismo insulso y de tenerlo todo".
Algunos críticos fueron más receptivos a la película. Roger Ebert dijo que el guion de Paul Rudnick estaba "rico en ocurrencias" y le dio tres estrellas. Sin embargo, en el episodio "Peores películas de 2004" de At the Movies with Ebert and Roeper, admitió que, si bien le dio un "pulgar hacia arriba" a la película, no sería "la primera película que [él] defendería".
El avance de la película ganó varios premios Golden Trailer Awards en las categorías de "éxito de taquilla del verano de 2004" y "más original", así como "lo mejor del espectáculo".

### Taquilla
La recaudación total en el fin de semana de estreno en Estados Unidos fue de unos respetables 21,4 millones de dólares, pero las ventas cayeron rápidamente. Ese fin de semana representó más de un tercio de la recaudación total nacional de 59,5 millones de dólares. La película también recaudó 42,9 millones de dólares a nivel internacional, lo que suma un total de 103,4 millones de dólares en todo el mundo.